# العربجي (مسلسل)
العربجي، مسلسل تلفزيوني دراما سوري، تأليف كل من عثمان جحا ومؤيد النابلسي وإخراج سيف الدين سبيعي، بطولة باسم ياخور، سلوم حداد، ديمة قندلفت، نادين الخوري، ميلاد يوسف، فارس ياغي، عبود الأحمد ونخبة من النجوم، بُث لأول مرة في شهر رمضان 1444 هـ / 2023م.

## القصة
ملحمة درامية تُشعل النار من رحم الظلم والظلام، وذلك حيث قصة عبده العربجي، الذي يعمل على نقل البضائع على الطنبر؛ لإعالة عائلته، لكنّ ظلم أبو حمزة النشواتي له يُدخله في صراعات معه ومع ابنه حمزة، وبين حقد بدور، وانتقام دريّة خانم - زوجة شقيق أبو حمزة- كيف سيُواجه عبده المكائد؟ وهل سيبقى للحبّ من مكان في ظلّ كلّ هذه الحروب؟

## الأبطال والشخصيات
| الممثل           | الشخصية           |
| ---------------- | ----------------- |
| باسم ياخور       | عبده العربجي      |
| سلوم حداد        | أبو حمزة النشواتي |
| نادين الخوري     | درية الجوخدار     |
| ديمة قندلفت      | بدور              |
| ميلاد يوسف       | حمزة النشواتي     |
| فارس ياغي        | حسن النشواتي      |
| روعة ياسين       | بلقيس             |
| حسام الشاه       | نوري النشواتي     |
| طارق مرعشلي      | الهرايسي          |
| سوار الحسن       | وظوظ              |
| علي كريم         | المختار أبو أحمد  |
| وائل زيدان       | أبو سليم          |
| شادي الصفدي      | جركس              |
| روبين عيسى       | بديعة             |
| مديحة كنيفاتي    | زمرد              |
| عبد الرحمن قويدر | كرمو              |
| محمد قنوع        | شومان             |
| وليد حصوة        | محمود             |
| إيمان عبد العزيز | أم حمزة           |
| تولين البكري     | وردة              |
| تسنيم باشا       | زهرة              |
| جمال العلي       | '                 |
| حلا رجب          | نورية             |
| مروى بدران       | سعاد              |
| دلع نادر         | حسنية             |
| سيزار القاضي     | النشمي            |
| عبود الأحمد      | المتصرف           |
| فادي الشامي      | خليل              |
| فاتن شاهين       | أم محمود          |
| صفوح ميماس       | أبو الزغل         |